# Magnus Bredmar
Magnus Harry Mika Bredmar, född 16 maj 1971 i Linköping, är en svensk kristen musiker, låtskrivare och artist.
Bredmar har gjort ett antal låtar som finns med på lovsångsskivor och barnskivor. Han finns representerad med låtar på olika datorspel och har bland annat samarbetat med TV4. Han har gett ut barnsångsskivorna Dunkelidur och Dunkelidur 2.
Magnus Bredmar arbetar som församlingspedagog i Södermöre pastorat i Småland.

## Låtar i urval
- Be så ska ni få[4]
- Du är Gud, Du är underbar[4]
- Förlåt mig[4]
- Gud kom och visa Dig för mig[5]
- Helig ande kom hjälp oss idag[4]
- Jag har hört om Dina gärningar[4]
- Jubelropet[4]
- Kom med och sjung[4]
- Lys upp mörkret[4]
- Med ena handen på hjärtat[4]
- Välsignelsen[4]
- Är någon törstig[4]

## Diskografi i urval
- 2000 – Dunkelidur
- 2003 – Dunkelidur 2